# مسجد المستشفى العسكري جهلم
مسجد المستشفى العسكري جهلم هو مسجد تابع للمستشفى العسكري المشتركة في جهلم، ويعتبر المسجد مسجد جامع تقام فيه صلاة الجمعة، يقع في مدينة جهلم في باكستان، المسجد مجاور للمستشفى العسكري المشتركة التابع لوزارة الدفاع الباكستانية، وضع حجر تأسيس المسجد على يد الجنرال محمد أيوب خان في الحادي والعشرين من شهر مارس عام 1950، وترأس حفل الافتتاح محافظ البنجاب سردار عبد الرب نيشتار، لدى المسجد القدرة على استيعاب أكثر من 25،000 مصلي في وقت واحد .